# Osl nembeli I. Herbord

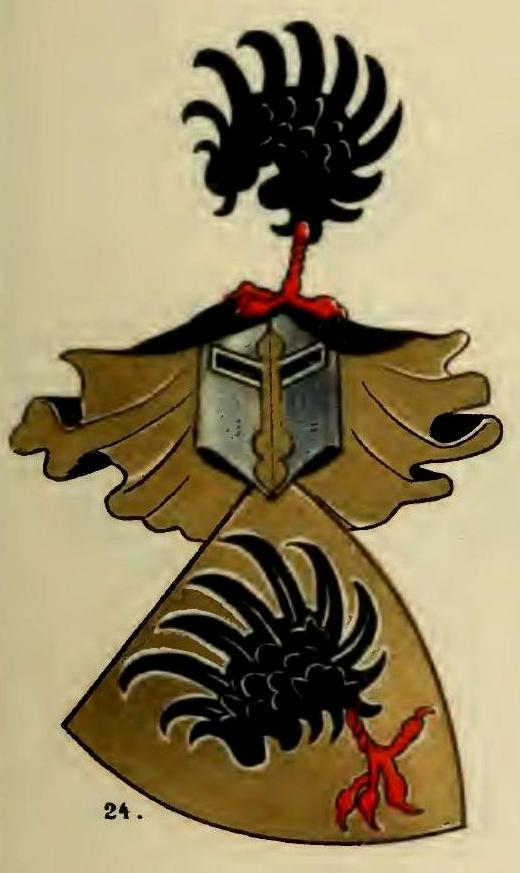
Az Osl nemzetség címere (Csoma József szerint)

Osl nembeli I. Herbord (fl. 1230-1270) comes, baranyai ispán, főlovász és főétekfogó mester, az Osl nemzetség sarja.

## Élete
Apja, I. Osl ispán (comes) volt, aki Szent Mihály arkangyal tiszteletére alapított templomot és monostort prémontrei szerzetesekkel. Osl fia I. Herbord gyermekkora óta a király szolgálatában állt, és II. András magyar királynak az udvarban nevelkedett, játszótársa volt az uralkodó fiának, Béla hercegnek. IV. Béla magyar király uralkodása alatt, az Oroszországba indított hadjárat alkalmával, ahogy a király mondta: "...a Galicziába vezető nagy kapunál (hegyszoros), mely magyar kapunak neveztetik, a magunk és főuraink szeme láttára dicséretesen harczolt"; ugyanakkor a Dnyeszter folyó mellett szintén férfiasan megállott az ütközetben. Visszatérvén pedig az anyaországba (in corpus Ungarie) gyakran végzett követségeket az országon kívül. 1241-ben, a tatárjárás alatt, birtokait és rokonait otthagyván követte IV. Bélát a tengerparti Klissza várába. Ott az újszülött István herceget, (a későbbi V. István magyar királyt) őrizte, védelmezte a tatároktól. A tatárjárás után visszatért birtokaira, azonban 1242-ben II. Frigyes osztrák herceg támadtást indított a magyar király ellen, és I. Herbord comes hadat vezetett ellene. Ahogy az egyik oklevélben a király kijelentette: "...tisztességgel szolgált minket... Kőszeg vára alatt, melynek erősségét kedves emberei és hívei ajánlásra méltó csatával győztesen bevette, miközben övéiből tízen halálos sebet kaptak; az ő diadalmas ostromuknak köszönhető, hogy ezt a várat visszaadta nekünk az égi hatalom...".  Herbord comest érdemeiért IV. Béla azzal jutalmazta meg, hogy neki adományozta a Zala vármegyei Dráván túli Haszna nevű birtokot.

## Leszármazottjai
Felesége neve ismeretlen. Gyermekei között, csak kettőről maradt említés:
- Osl Katalin (fl. 1258). Férje: Csák nembeli János (fl. 1232-1278) földbirtokos.
- Osl II. Herbord (fl. 1280-1321) comes, aki tovább vitte a családot; leszármazottjai még éltek a 15. század végén (II. Herbord fia, István fia, János fia, Ferenc fia, Herbortyai Osl János volt). Az utolsó fiú ági leszármazottja, Herbortyai Osl fia János (fl. 1401-1453) volt, aki feleségül vette az alsólendvai Bánffy családból való alsólendvai Bánffy Katalin (fl. 1403-1453) kisasszonyt, alsólendvai Bánffy Zsigmond és Salomvári Beátka lányát, Hahót nembeli Lendvai Miklós dédunokáját.[3] Ennek a Jánosnak és Bánffy Katalinnak lánya, Herbortyai Osl Borbála, aki az utolsó tagja volt I. Herbord ágának, és aki egyben a csébi Pogány család sarjából való csébi Pogány Imrének (fl. 1455-1474) a felesége volt.[4]